# Саврасово
Савра́сово (рос. Саврасово, ерз. Саврасово) — присілок у складі Ардатовського району Мордовії, Росія. Входить до складу Куракінського сільського поселення.

## Населення
Населення — 30 осіб (2010; 62 у 2002).
Національний склад (станом на 2002 рік):
- росіяни — 94 %